# Morotopithecus
Genre
Morotopithecus est un genre éteint de singes de la famille des Proconsulidae, dont des fossiles ont été découverts dans des dépôts datant du Miocène dans le district de Moroto (Ouganda).
Le statut phylogénétique de Morotopithecus bishopi fait l’objet de débats, dans la mesure où il remet en question les conceptions établies concernant les liens entre les primates du Miocène et les hominidés actuels (c’est-à-dire les grands singes). Des analyses phylogénétiques fondées sur le principe de parcimonie suggèrent que Morotopithecus est plus dérivé que Proconsul, Afropithecus et Kenyapithecus (en), mais moins dérivé que Oreopithecus, Sivapithecus et Dryopithecus. Selon cette classification, Morotopithecus serait un taxon frère des grands singes actuels, tandis que les Hylobatidae (les gibbons) semblent s’être séparés avant l’apparition de ce clade. Toutefois, on estime que les gibbons se sont ramifiés il y a environ 18 millions d’années, alors que Morotopithecus est daté de plus de 20,6 millions d’années.
Dans une comparaison des caractéristiques dentaires de Morotopithecus et d' Afropithecus, les résultats ont montré peu de différences, et les preuves recueillies à partir de comparaisons crâniennes indiquent également que les deux genres peuvent être les mêmes, une conclusion à la fiabilité limitée en raison du manque de preuves pour produire une anatomie complète pour les deux (Patel, Grossman 2005). Entre-temps, Martin Pickford (2002) a attribué les vertèbres à Ugandapithecus et a considéré Morotopithecus comme un synonyme de Afropithecus.

## Paléobiologie
Morotopithecus semble avoir vécu dans des savanes boisées et avoir eu un régime alimentaire principalement composé de feuilles.

## Lectures complémentaires
- Page, « Early break-up of eastern African forests shaped our ape ancestors » [archive du 30 septembre 2023], New Scientist, 13 avril 2023 (consulté le 13 février 2024)